# R.C. Grand Prix
R.C. Grand Prix es un videojuego de carreras para Master System y Game Gear. Fue lanzado en Europa y Estados Unidos en 1990.

## Jugabilidad
R.C. Grand Prix es un juego de carreras isométricas. En este juego de carreras todoterreno a escala 1:10, el jugador controla un buggy a control remoto y compite contra otros tres coches para convertirse en el gran campeón. El jugador tiene que superar 10 etapas de dificultad creciente y comprar piezas nuevas para el coche controlado con el dinero del premio otorgado en cada etapa. Si el jugador queda último en una etapa o no la completa dentro del límite de tiempo, el juego termina.
Es posible jugar a este juego en modo multijugador con hasta cuatro jugadores. Los jugadores juegan en cada etapa, uno a la vez, y el orden de juego se basa en la clasificación actual en el juego. El juego también cuenta con una etapa de bonificación de carreras de aceleración que solo está disponible en el modo multijugador. Aquí, dos jugadores compiten entre sí para obtener un premio en dinero extra.